# 카자흐스탄 풋살 국가대표팀
카자흐스탄 풋살 국가대표팀은 카자흐스탄을 대표하는 풋살 국가대표팀으로 카자흐스탄 축구 협회에서 관리·운영하며 최약체로 평가되고 있는 축구대표팀과는 달리 풋살 대표팀은 유럽 풋살 신흥 강호로 손꼽힌다.

## 국제 대회 경력

### FIFA 풋살 월드컵
풋살 월드컵 본선에는 3번 출전했고 이 중 2021년 대회에서 4위에 오르며 축구대표팀과 풋살 대표팀을 통틀어 FIFA 주관 대회 역대 최고 성적을 거두었다. 

### UEFA 풋살 선수권 대회
유로 풋살 대회 본선에는 3번 출전하여 이 중 처음으로 참가한 2016년 대회에서 3위에 입상하며 UEFA 주관 대회 역대 최고 성적을 남겼고 차기 대회인 2018년 대회에서는 4위의 성적을 거두었다.

### AFC 풋살 아시안컵
AFC 소속 시절 풋살 아시안컵 본선에는 3번 출전하여 2000년 대회에서 준우승을 차지했고 처음으로 참가한 1999년 대회에서는 3위에 입상하는 등 2번의 대회에서 4강 이상의 성적을 거두었지만 2001년 대회 8강을 끝으로 AFC에서 축출된 뒤 UEFA로 소속을 옮기면서 이 대회에는 더 이상 참가하지 않는다.

## 주요 대회 성적

### FIFA 풋살 월드컵
| 연도   | 결과      | 경기      | 승        | 무        | 패        | 득점      | 실점      |
| ------ | --------- | --------- | --------- | --------- | --------- | --------- | --------- |
| 1989년 | 불참      | 불참      | 불참      | 불참      | 불참      | 불참      | 불참      |
| 1992년 | 불참      | 불참      | 불참      | 불참      | 불참      | 불참      | 불참      |
| 1996년 | 예선 탈락 | 예선 탈락 | 예선 탈락 | 예선 탈락 | 예선 탈락 | 예선 탈락 | 예선 탈락 |
| 2000년 | 예선탈락  | 3         | 0         | 0         | 3         | 8         | 24        |
| 2004년 | 예선 탈락 | 예선 탈락 | 예선 탈락 | 예선 탈락 | 예선 탈락 | 예선 탈락 | 예선 탈락 |
| 2008년 | 예선 탈락 | 예선 탈락 | 예선 탈락 | 예선 탈락 | 예선 탈락 | 예선 탈락 | 예선 탈락 |
| 2012년 | 예선 탈락 | 예선 탈락 | 예선 탈락 | 예선 탈락 | 예선 탈락 | 예선 탈락 | 예선 탈락 |
| 2016년 | 16강      | 4         | 2         | 0         | 2         | 15        | 7         |
| 2021년 | 4위       | 7         | 4         | 2         | 1         | 24        | 11        |
| 2024년 | 8강       | 5         | 3         | 1         | 1         | 18        | 9         |
| 합계   | 4/10      | 19        | 9         | 3         | 7         | 65        | 51        |

### AFC 풋살 아시안컵
| 연도      | 결과   | 경기 | 승 | 무 | 패 | 득점 | 실점 |
| --------- | ------ | ---- | -- | -- | -- | ---- | ---- |
| 1999년    | 3위    | 5    | 3  | 0  | 2  | 17   | 18   |
| 2000년    | 준우승 | 5    | 3  | 1  | 1  | 36   | 16   |
| 2001년    | 8강    | 5    | 3  | 1  | 1  | 28   | 13   |
| 이후 UEFA |        |      |    |    |    |      |      |
| 합계      | 3/3    | 15   | 9  | 2  | 4  | 81   | 47   |

### UEFA 풋살 선수권 대회
- 2003: 불참
- 2005~2014: 예선탈락
- 2016: 3위
- 2018: 4위
- 2022: 8강

틀:UEFA 풋살 국가대표팀